# لي رهوني
لي رهوني أطلق على سلسلة من محركات الطائرات الدوارة الشهيرة التي تم إنتاجها في فرنسا من قبل والشركة اللاحقة فرنسا من قبل Société des Moteurs Le Rhône والشركة اللاحقة لـ Gnome et Rhône . قامت بتشغيل عدد من أنواع الطائرات العسكرية في الحرب العالمية الأولى . تم إنتاج محركات لي رهوني بموجب ترخيص في جميع أنحاء العالم.
على الرغم من أنها ليست قوية (أنتجت أكبر نسخة في زمن الحرب 130 حصان (97 كـو)  ، كانت محركات دوارة يمكن الاعتماد عليها.  كان لي رهوني9 عبارة عن تطوير لـ لي رهوني7 ، وهو تصميم من سبع أسطوانات. يتم عرض أمثلة لمحركات لي رهوني الدوارة ذات التسع أسطوانات بشكل علني في متاحف الطيران مع العديد من الطائرات المتبقية الصالحة للطيران والتي تشغل أنواع الطائرات القديمة. 

## عملية
في معظم النواحي لو الرون محركات كانت نموذجية المحركات الدوارة، بحيث العامود المرفقي ظلت ثابتة في العملية، مع كامل المرافق و به تعلق اسطوانات تدور حول ذلك كوحدة واحدة. 
تم استخدام نظام معقد  انزلاقي في محرك لي رهوني . كان العصا الرئسية من نوع  المكيف، مما يسمح بتجميع قضبان التوصيل.  كما أنها تستخدم ثلاثة أخاديد مركزية، مصممة لقبول محامل انزلاقية من الأسطوانات الأخرى.  استخدم لقضبان التوصيل الأخرى  القَبْقَاب البرونزية الداخلية، والتي تم تشكيلها لتناسب هذه الأخاديد.  تم ترقيم العصا الرئيسي على أنه الرقم الأول، والركب الانزلاقية هي  الثانية والخامسة والثامنة في الأخدود الخارجي، والعصا الثالثة والسادسة والتاسعة في الأخدود الأوسط وأربع وسبع في الأخدود الداخلي.  على الرغم من أن هذا النظام كان معقدًا، إلا أن محركات لي رهوني عملت بشكل جيد للغاية.  
استخدمت محركات Le Rhône نظام تشغيل الصمام غير التقليدي، مع ذراع هزاز محوري مركزي واحد يحرك صمام العادم وصمام السحب. عندما تحركت الذراع لأسفل فتحت صمام السحب وعندما تحركت لأعلى فتحت صمام العادم. لجعل هذا النظام يعمل، تم تركيب قضيب دفع وسحب ثنائي الاتجاه، بدلاً من قضيب الدفع التقليدي ذو الاتجاه الواحد. تطلبت هذه الميزة من متابعي الكام أن يدمجوا عملًا إيجابيًا، وهي وظيفة مصممة باستخدام مجموعة من الروابط والأذرع. هذا التصميم حال دون تداخل الصمام وخرج الطاقة المحدود جدًا، ولكن بما أن هيكل المحرك وترتيبات التبريد لم تكن كافية عند خرج طاقة أعلى، فلا ينبغي اعتبار ذلك خطأً هامًا في التصميم. 

## إنتاج
بالإضافة إلى إنتاج Société des Moteurs Gnome et Rhône ، الذي اشترى Société des Moteurs Le Rhône في عام 1914 ، تم إنتاج Le Rhône في ألمانيا (بواسطة Motorenfabrik أوبرورسيل) ، النمسا، المملكة المتحدة (بواسطة Daimler ) ، الإمبراطورية الروسية والسويد. 
تم تصنيع محركات لي رهوني  بقوة 80حصانًا (60 كيلووات) بموجب ترخيص في الولايات المتحدة بواسطة تبديل الاتحاد إشارة بنسلفانيا ،والمحرك الدوار بقوة 110حصان (82 كيلووات) أوبرورسيل Ur.II الذي استخدمته ألمانيا في الحرب العالمية الأولى، ومن أمثلة أشهر المقاتلين   فوكر دي آر.1 triplane وهي نسخة قريبة من قوة 110 حصان (82 كيلووات) نسخة من 
le Rhône 9J .

## المتغيرات
معلومات من  : 
لي رهوني نوع 7 أ
(1910) 50 حصان (37 كـو)   ، محرك دوار بسبع أسطوانات   - عشرون طائرة مصممة للاستخدام على طائرات بوريل أحادية السطح وسومر ذات سطحين.
لي رهوني نوع 7 ب
(1911) 50 حصان (37 كـو)   ، محرك دوار بسبع أسطوانات   - تم بناء خمسة وثلاثين محرك نموذج أولي.
لي رهوني نوع 7ب2
(1912) 60 حصان (45 كـو)   ، محرك دوار بسبع أسطوانات   - 350 مبنى في Societe Moteurs le Rhône.
لي رهوني نوع 7ز
40hp
لي رهوني 9سي
(1916) 80 حصان (60 كـو)   ، محرك دوار بتسع أسطوانات.
لي رهوني نوع 9ج
(1913) 110 حصان (82 كـو)   ، محرك دوار بتسع أسطوانات.
لي رهوني نوع 9ج أ
(1915) 110 حصان (82 كـو)   ، محرك دوار بتسع أسطوانات.
لي رهوني نوع 9ج ب
(1916) 120 حصان (89 كـو)   ، محرك دوار بتسع أسطوانات.
لي رهوني نوع 9ج ب ي
(1916) 130 حصان (97 كـو)تسع أسطوانات المحرك الدوار.
لي رهونينوع 9ر
(1916) 170 حصان (130 كـو)   / 180 حصان (130 كـو)   9 أسطوانات دوارة.
لي رهوني 9ز
(1920) أ 60 حصان (45 كـو)   9 أسطوانات دوارة.
لي رهوني 11 إف
(1913) أ 100 حصان (75 كـو)   11 أسطوانة دوارة.
لي رهوني 14 د

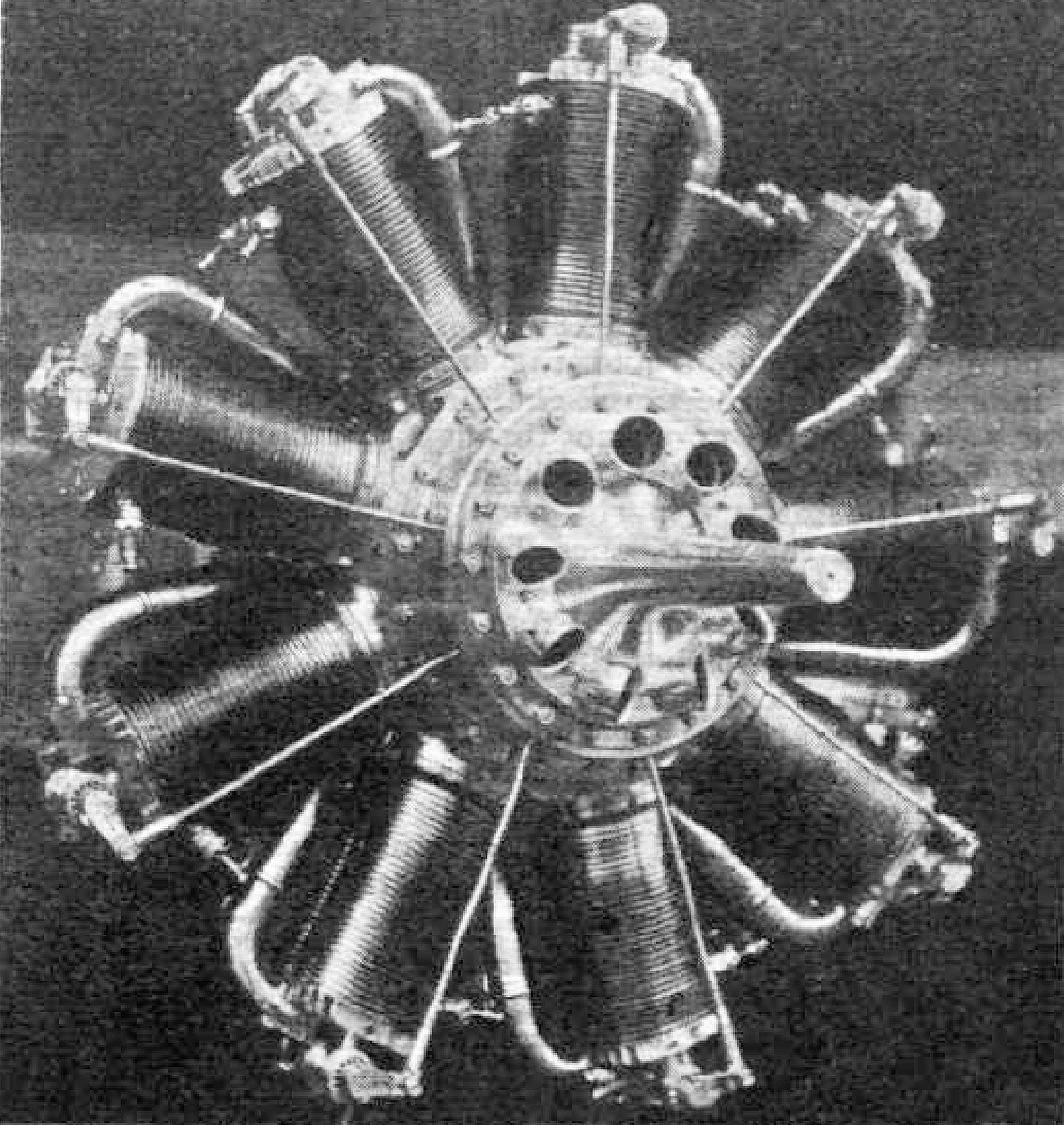
180 حصان 9R

(1912) أ 120 حصان (89 كـو)   دوّار من صفّين، يتألف من صفين من سبع أسطوانات يدوران حول عمود كرنك مفرد ذي رميين.
لي رهوني 18 هـ (1912)
(1912) أ 160 حصان (120 كـو)   دوّار من صفين، يتألف من صفين من تسع أسطوانات يدوران حول عمود مرفقي ذي رميين.
لي رهوني 18 هـ (1917)
(1917) أ 340 حصان (250 كـو)   دوّار من صفين، يتألف من صفين 9R يدوران حول عمود مرفقي ذي رميين.
لي رهوني 28 هـ
(1918) أ 320 حصان (240 كـو)   دوارة من أربعة صفوف، تتكون من أربعة صفوف من سبع أسطوانات تدور حول عمود المرفق الرباعي واحد.
لي رهوني ك
(1916) محرك نموذج أولي 9 أسطوانات.
لي رهوني ل
(1916) محرك نموذج أولي 9 أسطوانات.
لي رهوني م
(1917) محرك دوارة من 9 أسطوانات بكميات صغيرة.
لي رهوني ف
(1917) محرك نموذج أولي 9 أسطوانات.
لي رهوني ر
(1917) محرك نموذج أولي 9 أسطوانات.
أوبرورسيل Ur.II
استنساخ لو رون 9J
أوبرورسيل Ur.III
11 أسطوانة تطوير ألماني من Ur.II (لي رهوني 9J).

### نسخة أوبرورسيل
أنتج أوبرورسيل الـ 110   نموذج حصان، يفترض دون إذن في ألمانيا.  كانت أوبرورسيلUr.II نسخة مستقيمة من لي رهوني، ولكن كانت لي رهوني مفضلة على أوبرورسيل بسبب المواد المستخدمة في المنتج الفرنسي. ومع ذلك، بحلول يوليو 1918 ، كان هناك نقص في زيت الخروع في ألمانيا،  مادة تشحيم مشتقة من النبات تتطلبها الدوارات، لأنه لا يمكن إذابتها بسهولة في الوقود ولأنها تمتلك خصائص تشحيم تفوق الزيوت المعدنية في يوم.  تم استبدال زيت تشحيم جديد قائم على فولتول، مشتق من الزيت المعدني، وألقي باللوم فيه على أعطال المحرك على المقاتلين الألمان مثل Fokker EV ، الذي استخدم أوبرورسيل Ur.II. وقد اقترح أنه بدون مواد التشحيم المناسبة، فإن دوارة لي رهونيتكون معرضة للفشل على حد سواء. 
تم تصنيع نسخة من أوبرورسيل من قبل شركة Vintage Aviator Company في نيوزيلندا بأعداد محدودة للغاية من خلال الهندسة العكسية لمحرك أوبرورسيل الأصلي، ويفترض أن يكون ذلك لطائرة الخاصة بهم.  تم تشغيل المحرك وتم وصفه في http://thevintageaviator.co.nz/projects/oberursel-engine/oberursel-ur-ii-rotary-engine-build-history . 

### لي رهوني لا تزال تحلق اليوم
اليوم يستخدم العديد من الهواة محركات لي رهوني الأصلية للطائرات المشابهة للتي كانت في الحرب العالمية الأولى .  يمكن رؤية مثال لهذا الطيران، متحف الطيران الرائد كينغسبري تكساس وهي نسخة مطابقة لدكتور فوكر 1. 
pioneerflightmuseum.org تم نقل المحرك الأصلي سابقًا  توماس مورس سكاوت ا، والذي هو الآن قيد الترميم مع محرك  لي رهوني بقوة 80 حصان آخر مخطط له.  لتلك الطائرة.  هناك نسخ أخرى لمحركات لي رهوني  الأصلية الخاصة بالدكتور 1 ، بالإضافة إلي توماس مورس كشافة  في الولايات المتحدة. 

## التطبيقات

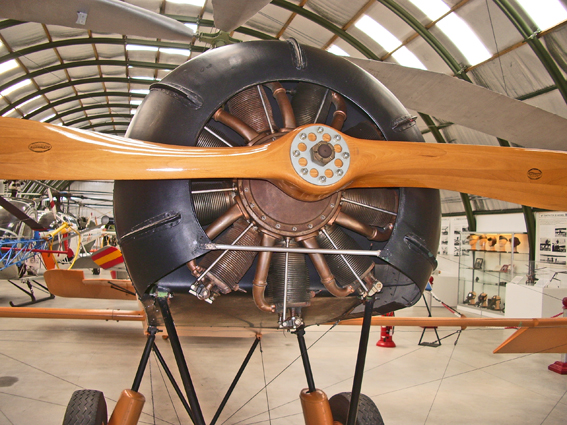
لتم تركيب لي رهون 9Jفي الجزء الأمامي من النسخة المطابقة ل Cierva C.6 ، معروضة في " متحف دل اير، كواترو فينتوس مدريد ، إسبانيا.

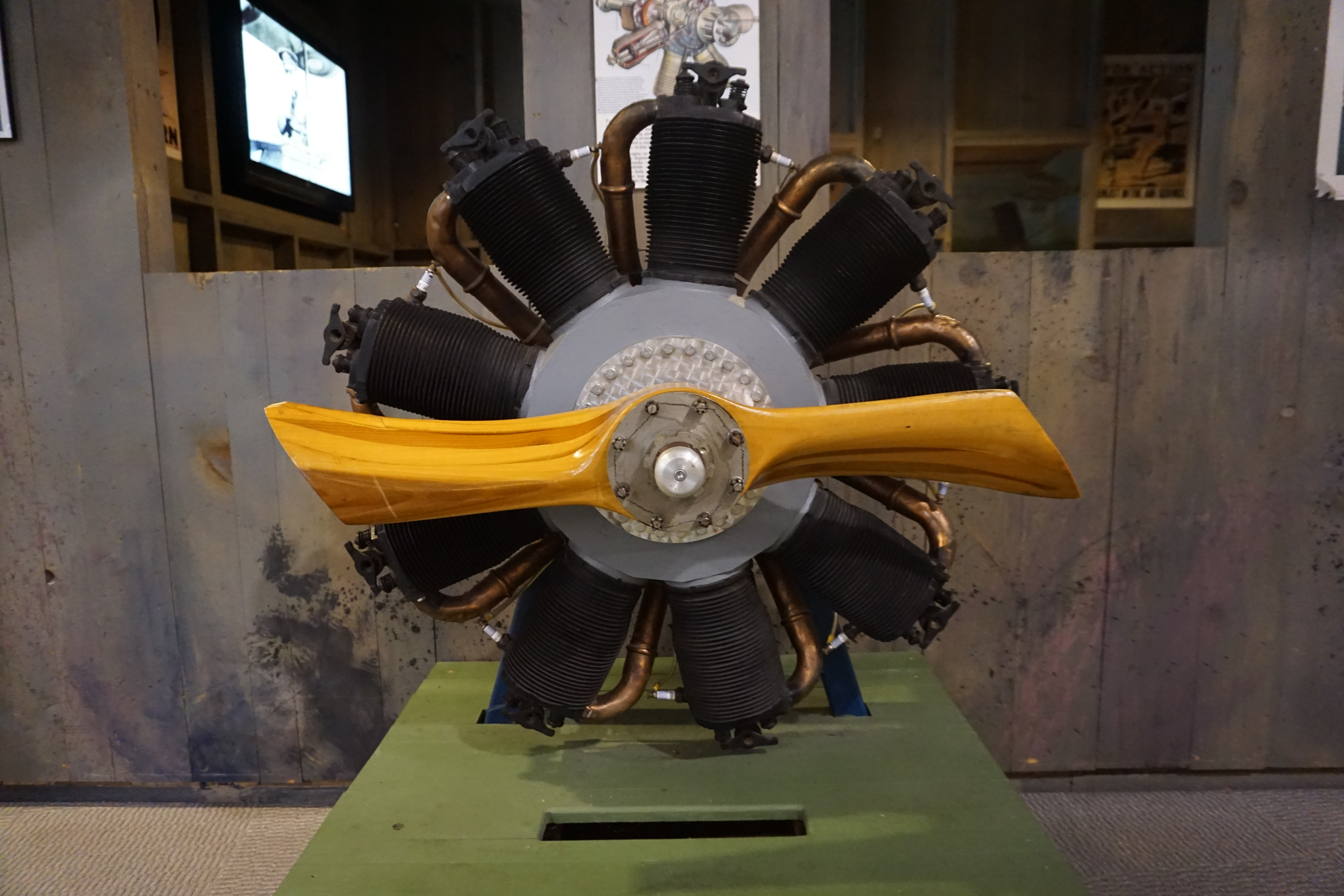
محرك شعاعي لي رهوني معروض في متحف حدود الطيران

- Adamoli-Cattani fighter
- Airco DH.5
- Avro 504
- Bristol M.1
- Bristol Scout
- Caudron G.3
- Caudron G.4
- Hanriot HD.1
- فوكر دي آر.1
- Cierva C.6, autogyro, 1924
- Macchi M.14
- Morane-Saulnier N
- Mosca MB 2 bis
- Nieuport 10
- Nieuport 11 "Bebe"
- Nieuport 16
- Nieuport 17, 21 & 23
- Nieuport 24 & 24bis
- Nieuport 27
- Sopwith Camel
- Sopwith Pup
- Standard E-1
- Texas-Temple prototype
- Thomas-Morse S-4C

## وصلات خارجية
- لو الرون المحرك الدوار - الصور والوصف